# Brändö metrostation
Brändö (finska: Kulosaari) är en station inom Helsingfors metro i stadsdelen Brändö.
Metrostationen är den minsta stationen inom metron, med 5 200 passagerare per dag. Den näst minsta är Igelkottsvägen med 8 700 per dag. 
Stationen öppnades den 1 juni 1982. Jaakko Ylinen och Jarmo Maunula projekterade stationen. Efter det har stationen renoverats. Stationen ligger 1,816 kilometer från Fiskehamnen och 1,442 kilometer från Hertonäs.

## Galleri

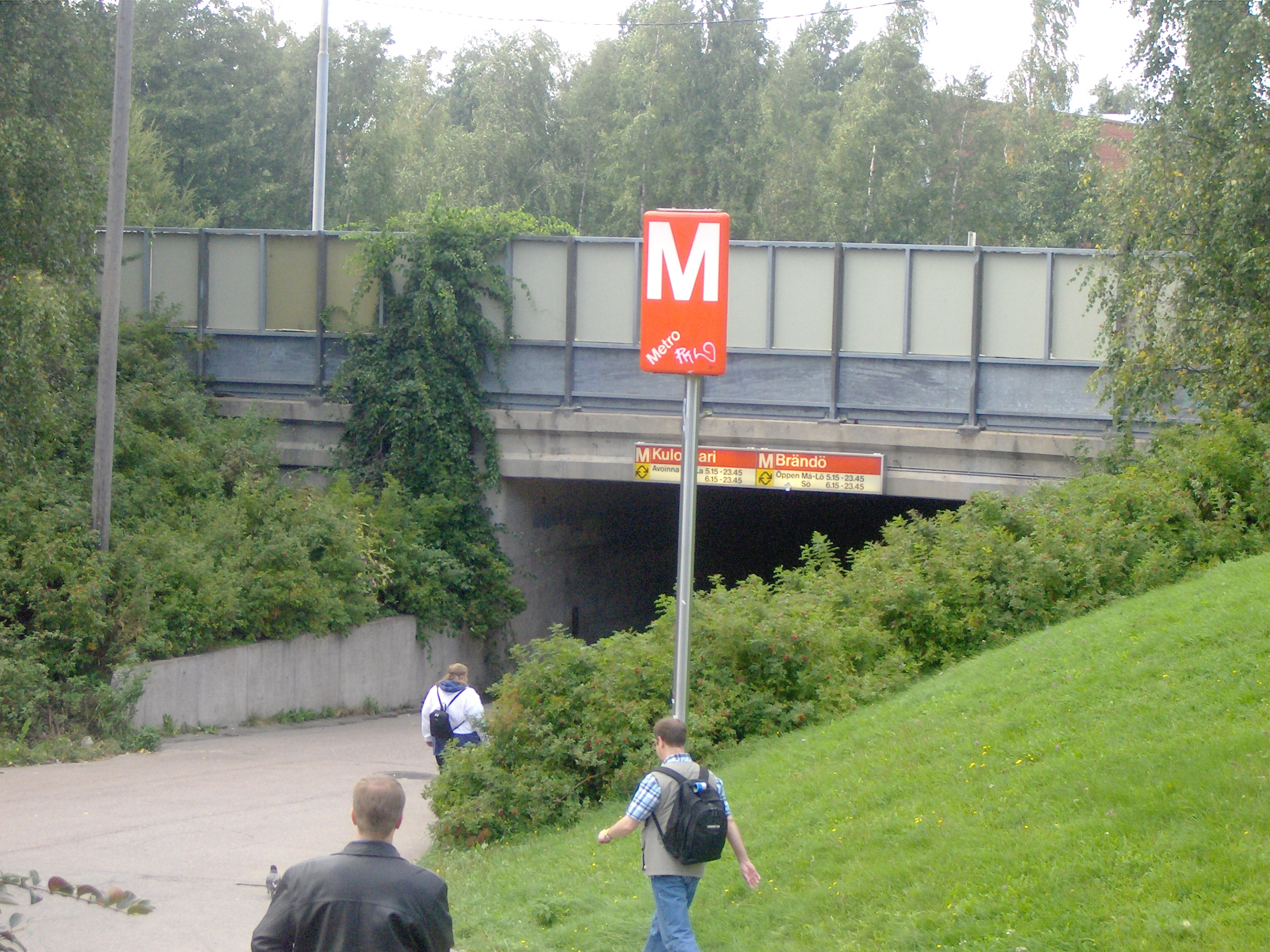
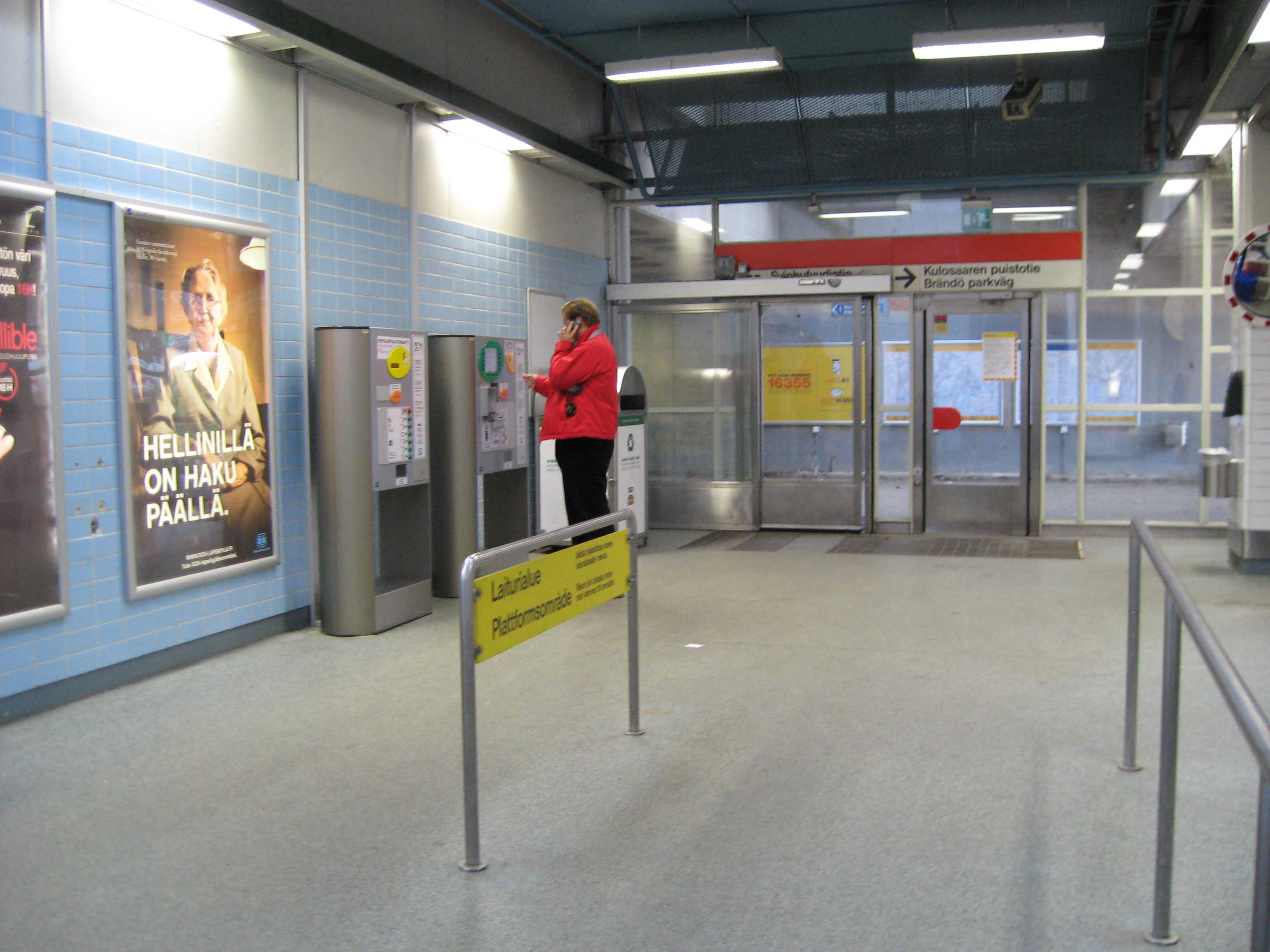